# Quodlibet
Een quodlibet (voluit: quaestio de quodlibet) is een oefening in het middeleeuwse onderwijs aan de universiteiten waarbij men een geleerde in het openbaar willekeurig vragen kon stellen waarop hij dan onvoorbereid moest antwoorden. De term quodlibet komt uit het Latijn en betekent letterlijk wat je maar wil, naar believen. Het quodlibet was een variant op de gebruikelijkere quaestio in de scholastiek.
Van Thomas van Aquino zijn er bijvoorbeeld naast verzamelingen als de Quaestiones de veritate ook Quaestiones de quodlibet overgeleverd. In het middeleeuwse universitaire onderricht vond het quodlibet meestal plaats op de vrijdagmiddag.
In tegenstelling tot het quodlibet in de muziek moest de geleerde een quaestio de quodlibet op dezelfde geformaliseerde wijze beantwoorden als een normale quaestio. Eerst zet men de vraag of strijdpunten zo nodig onderverdeeld uiteen, vervolgens de redenen die tegen een positief antwoord lijken te pleiten, vervolgens tegenwerpingen hierop, daarna komt de conclusie, gevolgd door voorbeelden ter illustratie, en tot slot volgt een uiteenzetting waarin men successievelijk de tekortschietende argumenten behandelt. Het didactische doel van de quaestio de quodlibet was niet alleen het ontwikkelen van de vaardigheid om geïmproviseerd te antwoorden, maar ook het paraat hebben van een brede algemene kennis, het helder en geordend presenteren, en het slagvaardig afwegen van argumenten.

## Het quodlibet in de muziek

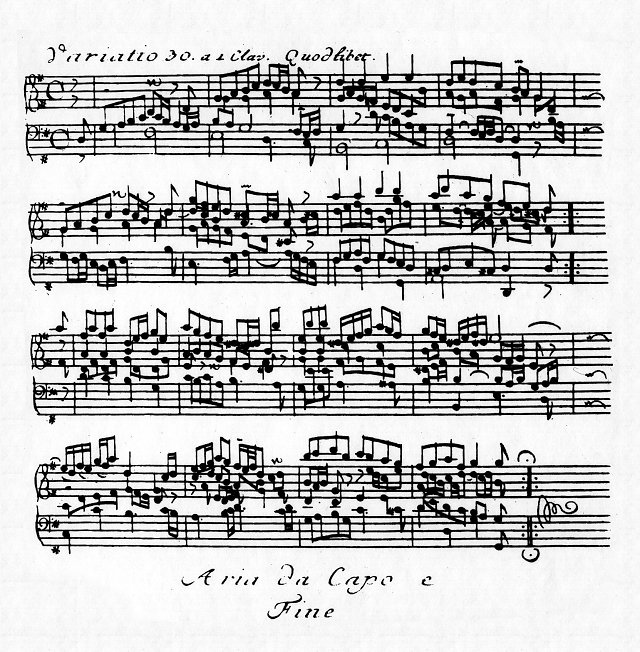
Een quodlibet in de muziek: de laatste variatie uit Bachs Goldbergvariaties.

Men gebruikte de uitdrukking quodlibet na de middeleeuwen ook als term voor potpourri's, medley's en andere vormen van muzikale improvisatie. 
In 1544 gebruikte W. Schmetzl de naam voor het eerst voor een meerstemmige compositie waarin de componist verschillende deeltjes van bekende melodietjes of liederen had verwerkt. Dat kon gelijktijdig of na elkaar zijn. Er zijn vocale quodlibets (die al voorkwamen in motetten) en instrumentale quodlibets. 
Bach verwerkte bijvoorbeeld de volksliederen 'Ich bin so lange nicht bei dir gewesen' en 'Kraut und Rüben' in zijn laatste Goldberg-variatie voor klavecimbel.
Een mooi voorbeeld van wat een Nederlands quodlibet uit de Renaissance kan zijn, is het anonieme lied "Myn morken gaf my een jonckwijff", uit het liedboek van Hieronymus Lauweryn van Watervliet (ca. 1505), dat een aantal beginverzen van Nederlandse liederen bevat:
| Myn morken gaf my een jonckwijff |
| --- |
| Myn morken gaf my een jonckwijff die niet verscoent en mochte zyn Zy sanck zo wel naer myn motyff Adieu natuerlic leven myn Tandernaken op den Ryn al op den ryn in mynen zyn haddic vercooren Het soude j meisken gaen om wyn Den tijt moet zy oerboren |

Het quodlibet bevat de beginverzen van liederen als "Tandernaken" of "In mynen zyn", die respectievelijk door componisten als Jacob Obrecht of Hendrik VIII (koning van Engeland) en door Alexander Agricola van meerstemmige zettingen werden voorzien. In Frankrijk werden dergelijke liederen ook "fricassée" genoemd, waarbij er voorbeelden zijn van "fricassées" die in alle stempartijen verschillende teksten hebben staan, elk met een opsomming van de beginverzen van geliefde liederen. De tenorpartij van een "fricassée" van de Franse Renaissancecomponist Crespel bevat de volgende tekst (die niet voorkomt in de superius-, de contratenor- en de bassuspartij):
| Fricassée |
| --- |
| Resjouyssons nous a cest heure, Entre vous filles de quinze ans, Ne venez plus à la fontaine Damours me plains Ung gay bergier prioit une bergière Pour ung plaisir qui si peu dure Que n'est elle aupres de moy, Lecker beet ken en cleyn beir, Ne venez plus à la fontaine Le souvenir de vous Compere Jacob Abaissez donc son rigoureulx vouloir, Alix avoit aux dents la malleraige Raige du cul passe le mal des dents En dangier suis my lairez vous. |

Opmerkelijk in dit Franse lied is het beginvers van het lied "Lecker beet ken en cleyn beir", waarvan een meerstemmige zetting is opgenomen in de in 1551 door Tielman Susato uitgegeven bloemlezing van Nederlandse liederen.
Dat deze liedteksten naar inhoud kennelijk zinledig zijn, hoeft geen betoog: er werd blijkbaar niet naar gestreefd via de opeenvolging van de beginverzen van liederen een nieuw lied met een verhaaltje samen te stellen.